# Stenoscopus drummondi
Stenoscopus drummondi är en insektsart som beskrevs av Evans 1934. Stenoscopus drummondi ingår i släktet Stenoscopus och familjen dvärgstritar. Inga underarter finns listade i Catalogue of Life.